# José Samyn
José Samyn (Quiévrechain, 11 de maio de 1946 - Zingem, 28 de agosto de 1969) foi um ciclista profissional francês.
Foi profissional somente três anos, de 1967 até 1969, quando morreu tragicamente em decorrência de uma carreira em Zingem, Bélgica, a 28 de agosto de 1969, quando somente contava 23 anos e era uma firme promessa do ciclismo francês. A carreira, o Grande Prêmio de Fayt-le-Franc, cuja primeira edição tinha-se celebrado no ano anterior e precisamente tinha-se imposto Samyn, passou a denominar-se, como homenagem ao falecido ciclista, Le Samyn, denominação com a que tem chegado a nossos dias.
O seu maior sucesso como ciclista profissional foi a vitória na 11.ª etapa do Tour de France de 1967, com saída em Briançon e meta em Digne-les-Bains.

## Palmarés
1964
- 2 etapas do Tour de Namur

1965
- 1 etapa do Tour de Namur

1967
- G. P. Denain
- 1 etapa do Tour de France

1968
- Circuito do Port de Dunkerque
- 1 etapa da Paris-Nice
- Grande Prêmio de Fayt-le-Franc

1969
- Tour de Picardie